# Шугнан

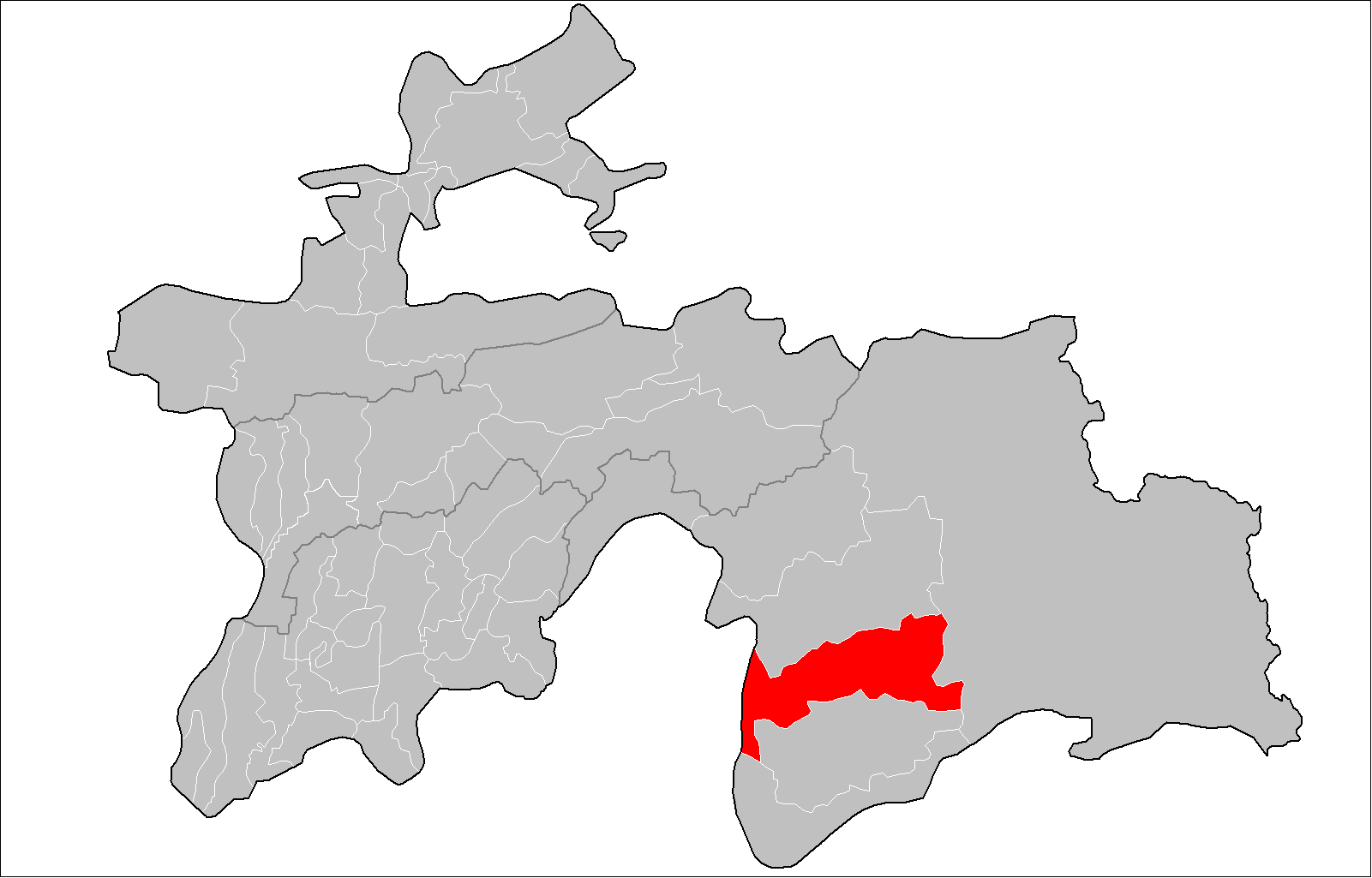
Таджикский Шугнан

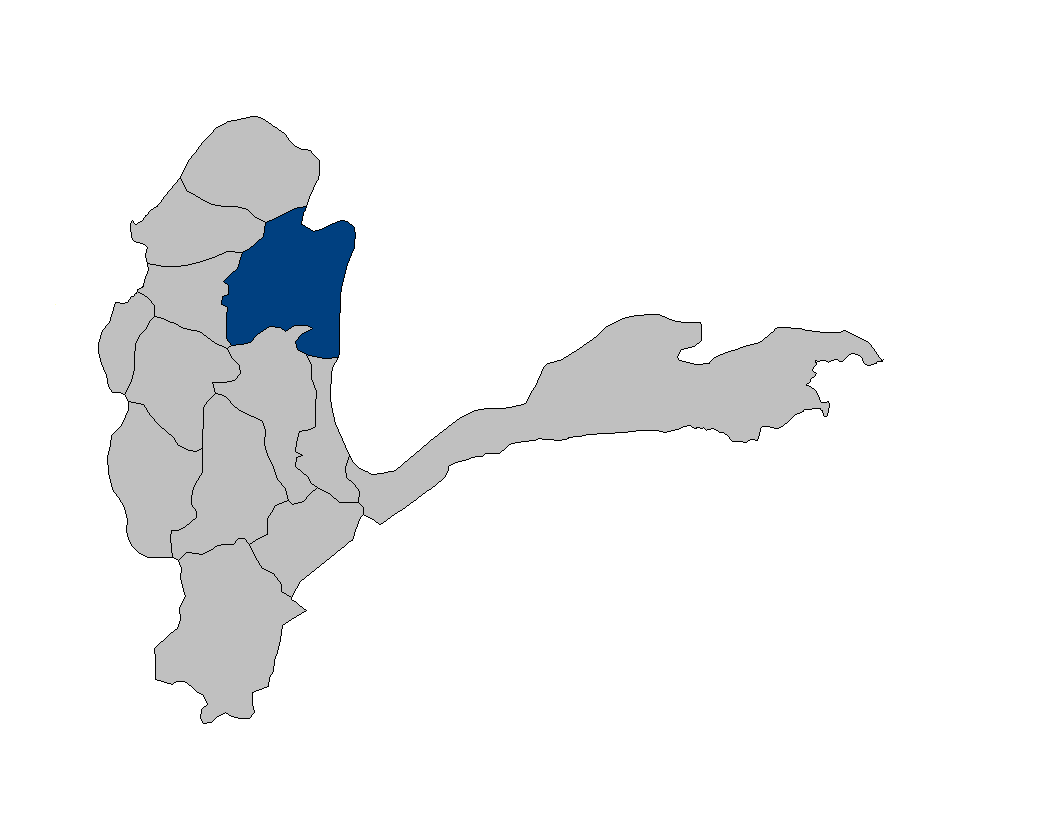
Афганский Шигнан

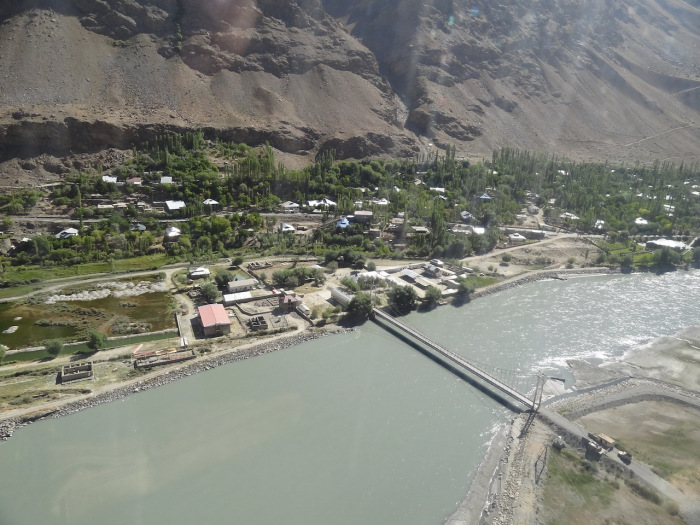
Мост дружбы между Таджикистаном и Афганистаном в Шугнанском районе — Шигнан

Шугна́н (шугн. Xuɣ̆nůn, тадж. Шуғнон, перс. شغنان‎) — историческая область в юго-западном Памире по обоим берегам реки Пяндж между историческими областями Рушан и Ишкашим, расположенная в бассейне реки Гунт и его левого притока — реки Шахдара. В настоящее время территория исторической области Шугнан разделена на две части: правобережный Шугнан располагается на территории современного Шугнанского района Горно-Бадахшанской автономной области Таджикистана, а левобережный — район Шигнан в провинции Бадахшан Афганистана.

## Название
Топоним «Шугнан» (тадж. Шуғнон) является персидским (перс. شغنان‎) вариантом шугн. «Xuɣ̆nůn», который восходит к др.-перс. «*xwašna-» со значением «хороший; приятный». Существует также мнение, что название «Шугнан» в своём корне связано с древними племенами саков, обитавших в горных долинах Вахана в VII—II вв. до н. э. («Шугнан» буквально «страна саков»). В средневековых источниках Шугнан упоминается в форме Шикинан (араб. شقنان‎) или Шикина (араб. شقینه‎). Ибн-Хаукаль даёт чтение «Шикнийа» (араб. شقنیه‎). Современный вариант — «Шугнан» (перс. شغنان‎), впервые приводится в «Шахнаме» Абулькасима Фирдоуси.

## География
Шугнан — часть памирского нагорья (один из западных районов Памира). Это высокогорная местность, большая часть территории Шугнана трудно проходима и не населена, население сконцентрировано по берегам рек.
Приблизительными границами Шугнана служат: на севере — Рушанский хребет; на востоке — линия, идущая через озеро Яшилькуль и перевалы Кой-тезек и Мае; на юге — водораздельный хребет Ваханский и, наконец, на западе — река Пяндж. В этих пределах Шугнан имеет форму сжатого эллипса, большая ось которого идет с запада на восток, а малая — с севера на юг; правый фокус — перевал Кок-бай, водораздел рек Гунт и Шахдара, а левый фокус — место слияния этих двух рек. Большая ось имеет в длину около 100 вёрст, меньшая около 90 вёрст. Площадь, занимаемая Шугнаном, равняется 8000 кв. вёрст или 160 кв. г. миль.
К западу от Шугнана расположен Ишкашим, на юге Шугнан заканчивается отрогами Шугнанского хребта.

## Население
Население — представители памирской народности шугнанцев, говорящих на шугнанском языке.

## История
Существовавшее во второй половине 19 века Шугнанское ханство объединяло Шугнан и Рушан и в меридиональном направлении было 95 км длиной от Шинджи до Когиз-Парина. Оно располагалось в долинах притоков Пянджа Шах-Даре, Гунту, Мургабу и самого Пянджа между ними. Оно граничило с Дарвазским бекством Бухарского ханства от кишлака Шидже по Ванчским горам до реки Кудары; с востока — с Кокандским ханством по Мургабу; с юга — с областью Горон Бадахшанского ханства. На юге Шугнанского ханства располагались отроги Шугнанских гор, юго-восточная граница состояла из кишлака Сарез на реке Мургаб и кишлаков Мазар и Шах-Дар на реке Гинт.
Первые жители на территории Памира появились уже в каменном веке. В конце эпохи бронзы произошло заселение Памира сначала протоиндийскими племенами, а затем и древними иранцами, причем языки и верования этого народа наложились на местные субстратные неиндоевропейские языки. В результате на Памире образовалась группа восточноиранских языков.
Территория современного Шугнана входила в состав Империи Ахеменидов (VI—IV вв. до н. э.).
В III—II вв. до н. э. население Шугнана находилось в зависимости от Греко-Бактрийского царства, в I—III вв. н. э. — от Кушанского царства, в IV—VI вв. — от Эфталитского государства. Вслед за разгромом эфталитов от Западно-Тюркского каганата в VI в. Шугнан номинально подчиняется тюркским правителям.
Во второй половине VII века Шугнан был номинально зависим от китайской Танской империи, В китайских источниках VII—VIII веков он встречается под названиями Шицзин, Шицини, Шэни, Шини, Шикини.
Одним из первых китайцев, упомянувших Шугнане был китайский путешественник, буддийский монах Сюаньцзан, путешествовавший в странах, лежащих на истоках Аму-Дарьи. Сам он в Шугнане не был и сообщие о нём по результатам своих расспросов об этой стране. По данным Сюаньцзана, владение Ши-ки-ни (Шугнан) было расположено к северу от владения Да-мо-си-те-ди (Вахана). Территория этого владения в окружности составляла около 200 ли, а окружность его столицы — 5–6 ли. Он описал местность как гористую с ущельями и долинами.
В 718 г. среди царей, подвластных тюркскому «йабгу», т.е. верховному правителю Тохаристана, упоминается царь владения Ши-ни, т.е. Шугнана, который имел в своем распоряжении войско из 50 тысяч человек. В состав его владения входил также соседний округ Кю-лан. т.е. Карран.
В 646 году князья Сымэй и Ипань (役槃) приехали в Чанъань и были пожалованы чинами. С тех пор князья Шугнана периодически получали назначения от Танских императоров. В 747 году князь Дешигаянь (跌失伽延) участвовал в походе танских войск в Балтистан и пал в бою против тибетцев.
До принятия ислама жители Шугнана исповедовали зороастризм местной разновидности, который был распространен здесь вплоть до XI—XII вв.
В последние десятилетия VIII в. Шугнан покоряется арабами-мусульманами при наместничестве бармакида ал-Фадла ибн Йахйи ибн Халида, который правил в Хорасане в 793—796 гг. Шугнан был завоеван не самими арабами, а мусульманским войском, состоявшим исключительно из жителей Хорасана. Окончательное завоевание области относится ко второму десятилетию IX в. при наместничестве ал-Фадла ибн Сахла, известного как Зу-р-Рийасатайн. В IX в. Шугнан вместе с Бадахшаном составлял владение некоего Хумарбейа, в IX в. находился в зависимости от Тахиридов, в X в. входит в состав государства Саманидов, в XI—XII вв. был включен в состав государств Газневидов, а затем Гуридов, но и тогда зависимость Шугнана от центральных властей была номинальной. В арабских и персидских сочинениях VIII—XII название региона зафиксировано как Шукнан, Шикинан, Шакнан.
В XIII в. Шугнан, как и все таджикские земли, оказался под властью монгольских завоевателей, а в XIV—XV вв. — тимуридских правителей. В начале XVI в. Шугнан как часть Бадахшана входит в состав империи Великих Моголов, к концу этого столетия оказывается в составе Шейбанидского государства, которое в 1599 г. сменилось Аштарханидами. В 1691—1692 гг. Аштарханиды завоевали Бадахшан, а вместе с ним и Шугнан.
В середине XVIII в. Шугнан был центром сопротивления правителям Бадахшана. Так, в 1748 г. объединённым силам Шугнана и Дарваза в битве у озера Шива удалось разбить войска эмира Бадахшана Султан-шаха. В XVIII в. Шугнан, находившийся от него в вассальной зависимости Рушан, а также Вахан вели постоянную борьбу против политической зависимости от Бадахшана и Дарваза. Владетели Шугнана с Рушаном и правители Вахана являлись вассалами шахов Дарваза и платили им дань. Начиная с XVIII в. правители Шугнана начали активно заниматься работорговлей, причём в рабство продавались не только кочевники-киргизы, но и таджики — подданные Шугнана.
В конце XVIII в. правители афганской Дурранийской империи предпринимают первую попытку покорения Бадахшана.
В XIX в. историческая область Шугнан включала в себя Шугнанское шахство, в которое входил и вассальный Рушан, а также небольшие феодальные государственные образования — Шахдара и Гунт в долинах одноименных рек, то есть территории современных Рушанского, Шугнанского и Рошткалинского районов Таджикистана, а также Шугнанского района афганской провинции Бадахшан.
Столицей Шугнанского шахства был населённый пункт Бар-Пандж-Кала с одноимённой крепостью, располагавшейся на левом берегу Пянджа.
В 1830 Шугнан вместе с рядом памирских княжеств был завоёван Кокандским ханством, но позднее реальная власть Коканда сошла на нет.
Первым из европейцев, лично посетившим Шугнан, был русский доктор Регель, который в 1883 году объехал большую часть территории ханства, но не опубликовал почти ничего о своём путешествии.
В XIX веке княжество Шугнан стало одним из полей «Большой игры» по разграничению сфер влияния российской и британской империями. Стремясь поднять престиж государства и наладить политические связи с государством Йеттишар, около 1870 последний эмир Шугнана Юсуф Али-хан отдал свою сестру за его правителя Якуб Бека. Однако в 1873 афганский правитель Бадахшана вынудил Юсуфа Али Хана платить ежегодную дань афганскому правительству. Российская империя не признавала суверенитет Афганистана над Шугнаном и неоднократно требовала у английского правительства повлиять на своего союзника с тем, чтобы тот вывел войска из спорных княжеств, ссылаясь на российско-британские соглашения 1872—73 годов. В действительности, как Шугнан, так и Рушан оказались в соответствии с этим договором рассечены надвое, так как граница в нём называлась по течению Пянджа.
В 1883 афганские войска оккупировали Шугнан и Рушан, таким образом приведя эти территории под прямое управление эмира Афганистана. В период последовавшей затем в Афганистане политической нестабильности Шугнан попытался вернуть свою независимость, но в 1889 афганские войска вторично завоевали княжество. Завоевание сопровождалось «неслыханною даже в Средней Азии жестокостью. Население в занятых местностях вырезалось поголовно, селения выжигались, поля вытравливались и пр.» Спасаясь от афганских войск, часть шугнанцев вышла к озеру Яшиль-Куль, где китайский отряд, посланный властями Кашгара, воспрепятствовал их дальнейшему продвижению и силой заставил вернуться на родину, где многие из беженцев были убиты.
В 1970-х годах в СССР была издана книга «Памир», в которой излагалась история памирского народа. В годы завершения похода Александра Македонского часть его войска осталась на территории Афганистана. По законам тех времен в местах, где ассимилировали войска, мужчин от мала до велика вырезали, а женщины стали женами воинов. В настоящее время нередко встречаются местные жители ГБАО, считающие себя «македонцами». Здесь проживает несколько этнических групп, различающихся по языковому признаку. Если брать во внимание, что Александр Македонский сформировал свое войско из юго-западных скифов до того как они двинулись на запад и организовали немецкие и французские и другие европейские народы, то можно обратить внимание, что наречия памирцев напоминают древние наречия будущих европейских языков. В 80-х годах 19-го века два лидера памирских народов Юсуф Али-шох и Саид Акбар-шох подняли восстание против бесчинств афганского шаха. Семьи этих правителей были отправлены караваном в Минусинский район Красноярского края. Некоторым из них было предоставлена возможность проживать в Курской области. Через 40 лет семьи бывших правителей Памира вернулись в Шугнанский район. Русские цари были одержимы идеями помощи народам, считавшихся своими по религиозным и этническим признакам. Подобно походу на Кавказ для защиты армянского народа, был предпринят поход на Памир для защиты потомков войска Александра Македонского. И в 1911 году в Хороге был российский пограничный отряд. В этот год в результате землетрясения сошлись горы, перекрыв течение реки Сарез. Через три года появилось Сарезское озеро.
Шугнан, согласно русско-английскому договору от 2 февраля (11 марта) 1895, передан Бухаре в качестве шахства вместо части Дарваза, лежащей на левом берегу Пянджа (Аму-Дарьи). Шугнан делился на шесть сада (сотня).
В начале XX в. административным центром области Шугнан был город Явурдех, расположенный на расстоянии 6 км выше по течению реки Пяндж от города Кал'а-и Шугнан или Бар-Пандж и к северу от Песдеха, то есть нынешнего города Хорога. В начале XX в. в Шугнане одежда, так же как и в эпоху раннего средневековья, выделывалась из шерсти и кожи. Основным предметом вывоза из Шугнана были шерстяные халаты, чулки и кожа для выделки обуви.
Правобережная часть Шугнана в советские времена входила в состав Таджикской ССР, а после распада СССР, произошедшего в 1991 году, входит в состав Республики Таджикистан.
В 1932 г. образован Шугнанский район.
В 1992 г. из части таджикского Шугнана образован Рошткалинский район.